# Oblężenie Lille
Oblężenie Lille – działania zbrojne podczas hiszpańskiej wojny sukcesyjnej, trwające od 18 sierpnia do 11 grudnia 1708.

## Wstęp
Znakomite zwycięstwo sprzymierzonych pod Oudenaarde wstrząsnęło armią francuską, która została sparaliżowana obawą przed każdym kolejnym starciem, co w znacznym stopniu pozbawiło ją inicjatywy. Wykorzystując to sprzymierzeni mogli spokojnie planować dalszy ciąg kampanii. Ich wybór padł na najpotężniejszą twierdzę w Europie – Lille. Twierdza ta łącznie z Tournai i Ypres tworzyła trójkąt, będący bramą do serca Francji, czyli Paryża. Opanowanie tej bramy byłoby rozstrzygające dla dalszych losów wojny. Aby to osiągnąć, wystarczyło zdobyć dwie spośród wspomnianych trzech kluczowych twierdz oraz po dwie lub trzy twierdze z dwóch potężnych linii fortyfikacji chroniących Francję.

## Przed oblężeniem

### Siły obronne Lille
Lille było wielkim miastem (57 500 mieszkańców – 5. miejsce we Francji), a jego fortyfikacje zostały znacząco udoskonalone przez Vaubana. Do tego dodana została najlepsza cytadela w Europie zwana La Reine des citadelles. Miasto Lille miało nowoczesne mury i obwałowania, wszystkie w bardzo dobrym stanie, zatem wymagające bardzo długiego ostrzału artyleryjskiego do zawalenia. Garnizon składał się z 23 batalionów piechoty i 3 regimentów dragonii – łącznie ok. 16 000 żołnierzy. Naczelnym wodzem był marszałek Boufflers, fachowiec znający się na rzemiośle wojennym, choć jeśli chodzi o talent militarny na pewno bardzo daleko mu było do takich wodzów, jak książę Marlborough, Eugeniusz Sabaudzki czy Claude de Villars. Wspomagali go generałowie De Surville, De La Fréselicre oraz De Lée. Miasto zostało dobrze przygotowane, by wytrzymać długie oblężenie.

## Przygotowania do oblężenia Lille
Oblężenie Lille wymagało odpowiednio potężnej armii oblężniczej, sił osłonowych, zaopatrzenia oraz ogromnej ilości artylerii oblężniczej wraz z moździerzami, a także wielkich zapasów prochu i pocisków, by można było prowadzić ciągłe bombardowanie. Transport materiałów rzeką był niemożliwy z powodu stojącej pod Gandawą armii księcia Burgundii i księcia Vendome. Z tego też powodu armia francuska nie ruszała się spod Gandawy. Przed rozpoczęciem oblężenia rozpoczęło się sprowadzanie zaopatrzenia. Pierwszy konwój wyruszył z Brukseli 22 lipca, docierając do Menen 25 lipca. W tym okresie wojska Marlborougha zajęte były plądrowaniem nienaruszonych dotąd prowincji, takich jak Artois, francuska Flandria, Hainaut i część Pikardii. Dnia 12 sierpnia przybyła do Menen artyleria oblężnicza złożona z 80 ciężkich dział oblężniczych, 20 ciężkich moździerzy i 3 000 wozów amunicji. Artylerię przyprowadziła 50-tysięczna armia Eugeniusza Sabaudzkiego. Dla Francuzów stało się jasne, że szykuje się oblężenie Lille. W najbliższych dniach armia sprzymierzonych podeszła pod mury miasta.

## Oblężenie
Armia sprzymierzonych (Austriacy, Anglicy i Holendrzy) podzieliła się na armię oblężniczą (45 000 żołnierzy, w tym 13 000 jazdy), dowodzoną przez Eugeniusza Sabaudzkiego, oraz armię osłonową księcia Marlborougha (63 000 żołnierzy, w tym 21 000 jazdy). Łącznie z dodatkowymi siłami chroniącymi linie zaopatrzeniowe armia sprzymierzonych zaangażowana w plan zdobycia Lille liczyła aż 140 tys. żołnierzy. Dnia 13 sierpnia wojska oblężnicze przystąpiły do tworzenia długich na 15 km ziemnych fortyfikacji wokół miasta. Prace zostały ukończone już po 8 dniach. Do pierwszych starć z garnizonem twierdzy doszło 18 sierpnia. Dnia 27 sierpnia potężne działa oblężnicze ustawiono na pozycjach. Rozpoczął się ostrzał murów miejskich, a moździerze zaczęły bombardować miasto. Nie chcąc dopuścić do upadku Lille, Francuzi musieli przystąpić do działania. Znajdująca się koło Mons armia Berwicka (34 000 żołnierzy, w tym 12 000 jazdy) ruszyła w kierunku Herne, by połączyć się z armią księcia Burgundii i księcia Vendome. Gdy 29 sierpnia armie francuskie spotkały się, Berwick oddał się pod dowództwo nieudolnego księcia Burgundii. Połączona armia licząca 110 000 żołnierzy 2 września przeprawiła się przez Skaldę i 4 września stanęła pod Mons i Fretin, widząc przed sobą armię osłonową Marlborougha rozłożonego od Fretin do Noyelles. W tym momencie armia francuska miała przewagę liczebną nad armią Marlborougha i miała niepowtarzalną okazję pobicia nieprzyjaciela i uwolnienia Lille od oblężenia. Jednak dowództwo francuskie doszło do wniosku, że tego dnia za późno jest już na atak i postanowiono odłożyć walkę do następnego dnia.
W nocy przybył z pomocą Eugeniusz Sabaudzki, mając przy sobie 27 000 żołnierzy, w tym 11 000 jazdy. Flagel porzucił ochronę komunikacji z Brukselą i z pospieszył z 7 batalionami piechoty, by dołączyć do Marlborougha i Eugeniusza Sabaudzkiego. Siły sprzymierzonych urosły do 75 000 żołnierzy, wciąż jednak były znacznie słabsze od francuskich. Dnia 5 września wykorzystując odejście Eugeniusza Sabaudzkiego Boufflers wysłał wycieczkę przeciwko wojskom oblężniczym. Książę Vendome chciał natychmiast atakować, James Berwick jednak twierdził, że Marlborough zdążył już zająć bardzo mocną pozycję, z oboma skrzydłami zasłoniętymi lasem i podmokłym terenem z przodu, co czyniło atak niezwykle ryzykownym. Marlborough tak pewnie czuł się na swojej pozycji, że nawet prowokował Francuzów, by zaatakowali, ci jednak nie zdecydowali się na to i to pomimo nalegań samego króla Ludwika XIV. Dnia 7 września Francuzi zajęli pozycje obronne, co widząc, Eugeniusz Sabaudzki wrócił pod Lille, by kontynuować oblężenie. Natychmiast po przybyciu na miejsce poprowadził nieudany szturm na przeciwskarpę z użyciem 14 000 piechoty, zakończony dużymi stratami szacowanymi na 3 000 żołnierzy. Natomiast pod Fretin stojące naprzeciw siebie armie ograniczały się jedynie do wymiany ognia działowego. Dnia 14 września armia francuska ostatecznie wycofała się. Wieczorem 21 września Eugeniusz Sabaudzki z towarzyszącym mu osobiście księciem Hesji Kassel Karolem przeprowadzili drugi atak na przeciwskarpę. W nieudanym ataku wzięło udział 15 000 żołnierzy, z czego stracono 1 000. Ponieważ podczas tego szturmu Eugeniusz Sabaudzki został ciężko ranny, dowództwo nad oblężeniem przejął Marlborough. Nocą dnia 23 września osobiście poprowadził natarcie, które znacząco poprawiło sytuację, aż w końcu 1 października kolejne natarcie pod wodzą Barnetta doprowadziło do tego, że sprzymierzeni całkowicie opanowali przeciwskarpę. W tym czasie Francuzi usiłowali odciąć linie zaopatrzeniowe armii oblężniczej. Opanowanie przepraw przez Skaldę postawiło Marlborougha w bardzo trudnej sytuacji. Na szczęście angielski korpus ekspedycyjny, który wylądował w Ostendzie, opanował Leffinghe, co otworzyło sprzymierzonym nową drogę zaopatrzeniową. By wzmocnić siły eskortujące transport z zaopatrzeniem, Marlborough posłał do Leffinghe blisko 10 000 żołnierzy. Francuzi postanowili przeciąć i tę drogę, jednak 28 września zostali pobici w bitwie pod Wijnendaal, a potężny konwój bezpiecznie dotarł pod Lille.
Wobec alarmujących wieści, że oblężonym zaczyna brakować prochu, nocą z 28 września na 29 września Francuzi podjęli desperacką próbę wsparcia oblężonej twierdzy, posyłając 2 000 przebranych dragonów, każdy z 60 funtami prochu przy sobie. Zanim armia oblegająca zorientowała się w podstępie, do twierdzy zdołało się przedostać 1 000 dragonów z ładunkiem 60 000 funtów prochu, przy okazji wzmacniając garnizon o kolejnych 1 000 żołnierzy. W dalszym ciągu próbując odciąć drogę zaopatrzeniową z Ostendy, 3 października armia Vendome'a (30 000 żołnierzy) ruszyła w pobliże Oudenburgh i majstrując przy śluzach zatopiła okolice Ostendy. Na ratunek pospieszył Marlborough (zabrał ze sobą aż 20 000 jazdy i tylko 6 batalionów piechoty), mając nadzieję na pobicie armii Vendome'a. Ten jednak za radą oficerów swego sztabu nie zdecydował się na bitwę i wycofał się do Brugii, co pozwoliło 10 października sprzymierzonym bezpiecznie przetransportować dalsze 500 beczek prochu. Dnia 22 października wojska sprzymierzone uszykowały się do generalnego szturmu. Po utracie przeciwskarpy i sześciu szańców Louis-François de Boufflers postanowił porzucić miasto. Podjęto negocjacje, w wyniku których 24 października Boufflers z około 4 500 żołnierzami wycofał się do cytadeli, podczas gdy pozostałych 3 000 żołnierzy złożyło broń, a 4 000 chorych lub rannych odwieziono do Douai. Podczas oblężenia miasta zginęło około 3 000 Francuzów, podczas gdy sprzymierzeni stracili 3 500 zabitych i 8 000 rannych. Miasto zostało więc zdobyte i rozpoczęło się oblężenie wielkiej cytadeli.

### Bój o cytadelę
Opanowanie miasta było wielkim sukcesem sprzymierzonych i w oczywisty sposób ułatwiło dalsze prace oblężnicze, gdyż oblężenie cytadeli wymagało jedynie połowy tych sił, które dotąd były zaangażowane w działania pod Lille. Ponadto bombardowanie wymagało mniej amunicji. A to spowodowało, że znacznie wzrosła siła wojsk osłaniających oblężenie. Jednak w końcu Francuzom udało się opanować 24 października Leffinghe, przerywając linię zaopatrzeniową sprzymierzonych. Ale było już za późno. Oblężenie cytadeli w Lille przebiegało dla sprzymierzonych pomyślnie i w końcu Boufflers z braku żywności skapitulował dnia 9 grudnia, zyskując prawo wyjścia dla garnizonu z bronią w ręku. Garnizon francuski z honorami opuścił cytadelę dnia 11 grudnia 1708.

## Skutki utraty Lille
Chociaż zbliżała się zima, sprzymierzeni postanowili wykorzystać sukces i rozpoczęli działania przeciwko Brugii i Gandawie. Ruszyli w tym kierunku tego samego dnia, w którym padła cytadela. Ludwik XIV był przekonany, że kampania tegoroczna jest już zakończona i zawierzając sile garnizonów w Gandawie i Brugii, pomimo protestów Vendome'a rozkazał swej armii rozłożyć się na leże zimowe. Gandawy bronił hrabia de la Motte, dysponujący potężnym garnizonem złożonym z  22 000 piechoty oraz 2 500–3 000 jazdy. Marlborough przybył 11 grudnia i otoczył miasto 18 grudnia. Dnia 16 grudnia ruszył również Eugeniusz Sabaudzki, posyłając swą piechotę pod Gandawę, podczas gdy sam ruszył do Geraardsbergen. Prawdopodobnie z powodu mrozów roboty ziemne przeciągnęły się aż do 24 grudnia, gdy w końcu baterie otworzyły ogień dnia 29 grudnia. Tego samego dnia de la Motte zgodził się opuścić Gandawę 2 stycznia. Przykład z niego wziął Grimaldi i opuścił Brugię, Plassendale oraz Leffinghe. Syta sukcesów armia sprzymierzonych rozłożyła się na leże zimowe. Kampania 1708 roku zakończyła się dla sprzymierzonych tak pomyślnie, że Ludwik XIV zaczął poważnie rozważać możliwość podjęcia pertraktacji pokojowych. Z drugiej jednak strony zwycięska kampania zakończyła niezgodę we francuskim dowództwie, powodując, że nieudolnego księcia Burgundzkiego zastąpił we Flandrii najwybitniejszy ówczesny wódz francuski – Claude de Villars. W następnych latach walki we Flandrii nie przebiegały już dla Marlborougha i Eugeniusza Sabaudzkiego tak pomyślnie. Bitwa pod Malplaquet pokazała, że wraz ze zmianą dowództwa armii francuskiej czasy łatwych zwycięstw we Flandrii dla sprzymierzonych skończyły się.